# Mercœur (Corrèze)
Mercœur település Franciaországban, Corrèze megyében. Lakosainak száma 232 fő (2022. január 1.). Mercœur Altillac, Camps-Saint-Mathurin-Léobazel, La Chapelle-Saint-Géraud, Hautefage, Reygade, Sexcles és Cahus községekkel határos.

## Népesség
A település népességének változása:
| Lakosok száma | 441  | 345  | 323  | 250  | 256  | 250  | 245  | 242  | 241  | 232  |
|               | 1968 | 1982 | 1990 | 2006 | 2013 | 2015 | 2017 | 2019 | 2020 | 2022 |